# Камерный театр Малыщицкого
Камерный театр Малыщицкого — драматический театр Санкт-Петербурга, основанный в 1989 году Владимиром Малыщицким.

## История

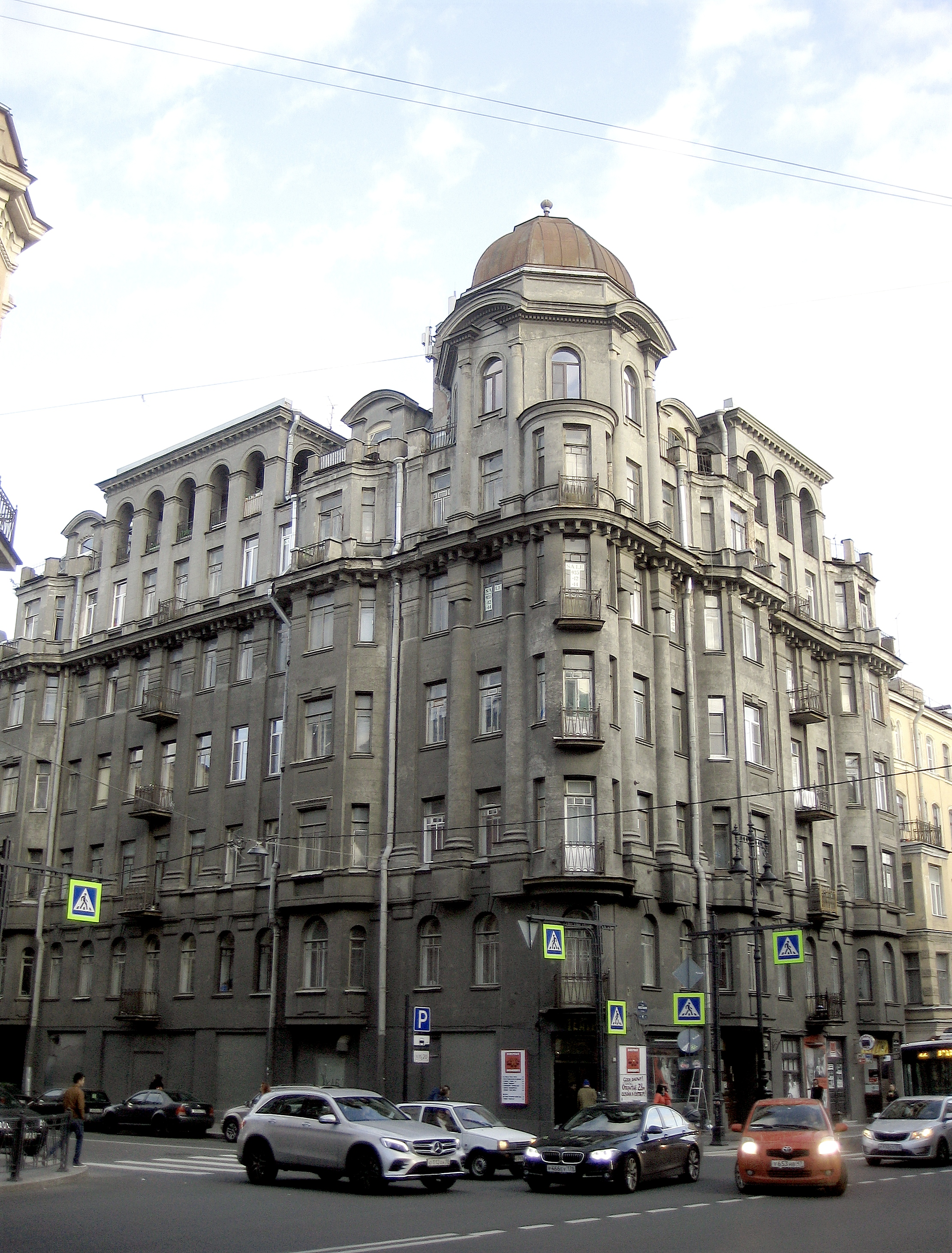
Общий вид доходного дома, где на первом этаже находится театр

В декабре 1989 году в Ленинграде в доме 13 по Большой Конюшенной улице Владимиром Малыщицким был основан театр-студия «Юпитер», который впоследствии и стал Камерным театром Малыщицкого. В 2002 году коллектив переехал в помещение на улице Восстания, 41. В 2008 году после смерти Владимира Малыщицкого театр возглавила Светлана Балыхина, которая по настоящий день остается директором и художественным руководителем театра. В январе 2015 года главным режиссёром театра стал Петр Шерешевский.
Театр продолжает традицию формирования интеллектуального репертуара, рассчитанного на зрителя, готового чувствовать и размышлять в театре. Камерность зала, в котором действие происходит вблизи от зрителя, способствует наибольшему «подключению» к происходящему на сцене, сочувствию и сопереживанию героям. Расположение сцены и зрительских мест может меняться для каждого спектакля.
В 2015 года спектакль Петра Шерешевского «Конформист», поставленный в Камерном театре Малыщицкого, был удостоен Высшей театральной премии Санкт-Петербурга «Золотой софит» в номинации «Лучшая работа режиссёра в негосударственном театре». В 2016 году премии «Золотой софит» удостоена Алевтина Торик за сценографию к спектаклю «Двенадцатая ночь».

## Труппа театра
- Светлана Балыхина
- Олег Попков
- Светлана Циклаури
- Виктор Гахов
- Ольга Богданова
- Андрей Зарубин
- Наталья Вишня
- Надежда Черных
- Лидия Марковских
- Юлия Шишова
- Анна Мадера
- Алексей Фомин
- Александр Худяков
- Дарья Змерзлая
- Полина Диндиенко
- Алина Кикеля
- Владислав Мезенин
- Роман Мамонтов
- Светлана Грунина
- Татьяна Ишматова

С театром также сотрудничают актёры Андрей Шимко, Катя Ионас, Виталий Коваленко и другие.

## Основные постановки

### Постановки прошлых лет
- «Пиковая дама» по повести А. С. Пушкина. Режиссёр Владимир Малыщицкий
- «Сны Евгении» по пьесе А.Казанцева. Режиссёр Владимир Малыщицкий
- «Стыдно быть несчастливым» по произведениям А. М. Володина
- «Привал комедианта, или венок Грибоедову» по пьесе Б. А. Голлера. Режиссёр Владимир Малыщицкий
- «Иванов» по пьесе А. П. Чехова. Режиссёр Владимир Малыщицкий
- «Думающие о России и американец» («Почему в России воруют») по произведениям Ф. А. Искандера. Режиссёр Владимир Малыщицкий
- «Евангелие от Ерофеева» по поэме В. В. Ерофеева. Режиссёр Владимир Малыщицкий
- «А. С. Пушкин. Автопортрет с Онегиным и Татьяной» по произведениям Б. А. Голлера. Режиссёр Владимир Малыщицкий
- «Вишневый сад» по пьесе А. П. Чехова. Режиссёр Владимир Малыщицкий
- «Дядя Ваня» по пьесе А. П. Чехова. Режиссёр Владимир Малыщицкий
- «На всякого мудреца довольно простоты» по пьесе А. Н. Островского. Режиссёр Владимир Малыщицкий
- «Самоубийца» по пьесе Н. Р. Эрдман. Режиссёр Владимир Малыщицкий
- «Ревизор» по пьесе Н. В. Гоголя. Режиссёр Владимир Малыщицкий
- «Мертвые души» по поэме Н. В. Гоголя. Режиссёр Владимир Малыщицкий
- «Мечтатель, или Черные комедии белых ночей» по рассказу Ф. М. Достоевского. Режиссёр Владимир Воробьёв.
- «Танго. Драматический эксперимент в трех действиях» по пьесе С.Мрожека. Режиссёр Александр Кладько
- «О болонках и крокодилах» по произведениям А. П. Чехова. Режиссёр С. Д. Бызгу
- «Заповедник» по повести С.Довлатова. Режиссёр Владимир Малыщицкий.
- «Утиная охота» по пьесе А. Вампилова. Режиссёр Александр Кладько.

### Текущий репертуар
- «Вечера на хуторе близ Диканьки» по произведениям Н. В. Гоголя. Режиссёр Пётр Василев
- «Конформист» по одноимённому роману А.Моравиа. Режиссёр Петр Шерешевский
- «Гамлет.eXistenZ» по пьесе У.Шекспирa. Режиссёр Петр Шерешевский
- «Обыкновенное чудо» по пьесе Е.Шварцa. Режиссёр Петр Шерешевский
- «Глаза дня (Мата Хари)» по пьесе Е.Греминой. Режиссёр Петр Шерешевский
- «Чёрное/Белое» по роману Р.Гальего. Режиссёр Денис Хуснияров
- «Замок» по роману Ф.Кафки. Режиссёр Петр Шерешевский
- «Квартира» по пьесе Марии Левицкой. Режиссёр Валентин Левицкий.
- «Киллер Джо» по пьесе Трейси Леттса. Режиссёр Пётр Шерешевский
- «Чайка» по пьесе А. П. Чехова. Режиссёр Пётр Шерешевский
- «Билли Каспер» по пьесе А.Житковского. Режиссёр Вера Попова
- «Дания тюрьма» по пьесе Аси Волошиной. Режиссёр Пётр Шерешевский
- «Герб города Эн» по пьесе Светланы Баженовой. Режиссёр Пётр Шерешевский
- «Заводной апельсин» по роману Энтони Бёрджесса. Режиссёр Дмитрий Крестьянкин
- «Дон Хиль Зелёные штаны» по пьесе Семена Саксеева и Ко. Режиссёр Пётр Шерешевский

## Пресса
- Екатерина Омецинская. «Маленький театр с большим сердцем» Проза, ру, январь 2015
- Екатерина Омецинская. «Вопреки времени и обстоятельствам» «Родная Ладога»,2015